# Mark Scherlag
Mark Scherlag, auch Marek, (hebräisch מארק שרלג; geboren 3. Juli 1878 in Chorostków, Galizien, Österreich-Ungarn; gestorben 1962 in Haifa) war ein österreichisch-israelischer Schriftsteller und Übersetzer, auch unter dem Pseudonym Mark Streisky.

## Leben
Mark Scherlag war ein Sohn des Pinhas Scherlag und der Idel Gelmann. Er war Banklehrling und studierte ab 1897 Jura in Wien, wurde 1902 promoviert und arbeitete als Rechtsanwalt in verschiedenen Kanzleien. Ab 1908 arbeitete er in der k.k. priv. Hypothekenbank und erhielt Prokura und wurde nach dem Ersten Weltkrieg in die Direktion kooptiert.
Scherlag war bis zu dessen Tod 1904 mit Theodor Herzl eng befreundet, schloss sich aber nicht den Zionisten an. Er verfasste und übersetzte Lyrik, schrieb Feuilletons, so in der Polnischen Post (Wien), im Czernowitzer Tagblatt und in der Jüdischen Volksstimme, in Die Stimme, in der Zionistischen Rundschau, ferner im Jüdischen Nationalkalender, sowie in der Neuen Freien Presse, im Neuen Wiener Journal und auch in der Wiener Morgenzeitung. 1904 beteiligte er sich mit Arthur Freud und David Rothblum an der Gründung der zionistischen Zeitschrift „Unsere Hoffnung. Monatsschrift für die reifere jüdische Jugend“. Scherlag wurde der Gruppe Jungjüdische Dichtung zugerechnet. Er verkehrte in Wien außerdem mit Adolph Donath, Samuel Meisels, Stefan Zweig und Alfons Petzold.
Gemeinsam mit seinem Bruder Lorenz Scherlag, der ebenfalls literarisch tätig war, gab er 1923 eine Anthologie moderner polnischer Lyrik heraus. Scherlag übersetzte aus dem Jiddischen unter anderem Texte von Chaim Nachman Bialik, Simon Frug, Jizchok Leib Perez und Morris Rosenfeld. Scherlag floh nach dem Anschluss Österreichs im Jahr 1939 nach Palästina. 
Scherlag war seit 1906 verheiratet mit Golda Malka Sterbach, ihr einziger Sohn starb zwölfjährig bereits 1920. Nach Golda Scherlags Tod im Jahr 1946 heiratete er Bertha Kaminer.

## Werke (Auswahl)
- Einsamkeit. Dresden, 1899
- In der Fremde : Neue Judenlieder. Charlottenburg : Juncker, 1919
- Heimaterde : Judenlieder. Wien : R. Löwit, 1922